# Burgundia (region winiarski)
Burgundia – jeden z najbardziej znanych regionów winiarskich świata. Winnice ciągną się wąskim pasem od Dijon na północy po Lyon na południu, obejmując obszar około 45 000 hektarów. Rejon ten, w odróżnieniu od innych rejonów winiarskich we Francji, nie posiada wspólnej dla całego rejonu apelacji ogólnej.
Najlepsze wina, które kojarzą się z „prawdziwymi” burgundami, są produkowane w środkowej części tego rejonu o nazwie Côte-d’Or (czyli w wolnym tłumaczeniu złote zbocza), która jest też nazwą jednej z burgundzkich apelacji. Rejon ten dzieli się na dwie mniejsze apelacje wewnętrzne Côte de Nuits i Côte de Beaune, które specjalizują się produkcji bardzo drogich i wykwintnych win czerwonych osiągających zawrotne ceny. Wina te są produkowane głównie ze szczepu Pinot Noir, choć wolno przy ich produkcji stosować także w niewielkich ilościach szczep Cabernet i kilka innych. W Côte de Nuits przeważa gleba marglowa, z której rodzą się bardzo ciężkie wina czerwone o mocnym i złożonym bukiecie. Najbardziej znane winnice to Chambertin, Clos Vougeot, Musigny i La Romanee-Conti.
W Côte de Beaune, występują bardziej urozmaicone gleby o podłożu gliniasto-wapiennym, które nadają się do produkcji lżejszych win czerwonych i białych o bogatym, owocowym bukiecie. Najbardziej znane winnice produkujące wina czerwone to Pommard (które posiada własną apelację wewnętrzną) i Aloxe-Corton, zaś najsławniejsi producenci win białych to Montrachet, Mersault i Corton-Charlemagne.

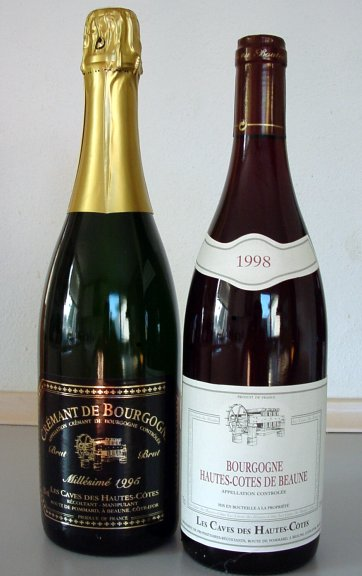
Wina burgundzkie

Na północny zachód od pozostałych winnic znajduje się region Chablis, znany z win białych produkowanych wyłącznie ze szczepu Chardonnay, który został właśnie wyhodowany po raz pierwszy w tym miejscu. Chablis to pierwotne i najbardziej klasyczne chardonnay.
Najbardziej na południowy wschód rozciąga się obszar Beaujolais, który specjalizuje się w lekkich winach czerwonych produkowanych ze szczepu Gamay.